# Redstone Flat Indian Reserve 1
Redstone Flat Indian Reserve 1 är ett reservat i Kanada.   Det ligger i provinsen British Columbia, i den sydvästra delen av landet, 3 500 km väster om huvudstaden Ottawa.
I omgivningarna runt Redstone Flat Indian Reserve 1 växer i huvudsak barrskog. Trakten runt Redstone Flat Indian Reserve 1 är nära nog obefolkad, med mindre än två invånare per kvadratkilometer.